# Paul Fung, Jr.
Paul Fung, Jr.   (Seattle, 9 de març de 1923 - Saratoga, 8 d'abril de 2016) va ser un dibuixant nord-americà que va dibuixar el còmic Blondie durant quaranta anys. Era fill de Paul Fung, un dibuixant que va dibuixar la tira còmica Dumb Dora durant diversos anys. Té dos fills, Paul (Randy) Fung III i Lori Fung.

## Biografia
Va ser l'assistent de Chic Young a la tira de premsa Blondie des de 1949 fins a 1965. Fung Jr. també va contribuir al còmic de Blondie amb les seves històries de Flash Foley, News Photographer.
Era fill de Paul Fung, un dibuixant que va dibuixar la tira còmica Dumb Dora durant diversos anys i que havia treballat amb Cliff Sterrett i Billy DeBeck. El gran Fung es va fer càrrec de Dumb Dora quan Chic Young va deixar aquesta tira.
El 1964, Fung Jr. va rebre el premi del còmic de la National Cartoonists Society pel seu treball, i setze anys més tard, va guanyar el premi al millor humorista.